# Scapece gallipolina
La scapece gallipolina, che è una delle versioni dello scapece (chiamato regionalmente scabéggio), è un piatto tipico della cucina della città di Gallipoli (Puglia).

## Origine
Questo piatto ebbe la sua origine nel periodo in cui Gallipoli, città marinara, era costretta a subire gli assedi da parte delle potenze mediterranee. Per scongiurare la fame era necessario rifornirsi di cibo da conservare per molto tempo e il pesce, abbondante nei mari intorno alla città, si prestava a questo uso.
Infatti l'ingrediente principale della scapece è il pesce che viene fritto e fatto marinare tra strati di mollica di pane imbevuta con aceto e zafferano all'interno di tinozze chiamate, in dialetto gallipolino, "calette". Lo zafferano dona al piatto il colore giallo che lo rende caratteristico.
Oggi la scapece viene servita come specialità gastronomica nei ristoranti ed è un prodotto tipico delle feste patronali nel Salento.

## Ingredienti
- Pesce di varie qualità e ridotte dimensioni (boghe dette "ope", zerri detti "pupiddhri" o altro)
- olio per friggere
- farina
- aceto
- zafferano
- mollica di pane (pagnotta)

## Preparazione
Nella scapece gallipolina il pesce non viene pulito prima di essere fritto a causa della quantità e della dimensione ridotta delle specie di pesci utilizzati. Mantenere la lisca del pesce potrebbe sembrare strano ma questa viene ammorbidita e resa commestibile con la marinatura in aceto.
Va precisato che ci sono più tipi di scapece gallipolina, differenti tra loro per il tipo di pesce utilizzato, per questo, prima della frittura, i vari tipi di pesci vengono "scucchiati", cioè separati, secondo la specie.
I pesci fritti vengono disposti, a partire dal fondo della tinozza, a strati alternati con la mollica di pane imbevuta con l'aceto in cui è stato sciolto lo zafferano. La mollica che si utilizza è quella della pagnotta. La forma di pane viene privata della crosta e tagliata a metà, le varie metà vengono poi strofinate su uno strumento detto "crattacasa", una grande grattugia formata da un semicilindro di acciaio largo mezzo metro sulla cui superficie sono stati praticati dei fori, simili a quelli di una grattugia da formaggio, larghi circa un centimetro.
Una volta che la tinozza è stata riempita fino all'orlo viene sigillata con un foglio di plastica e messa a riposare in una cella frigorifera.

## Galleria d'immagini

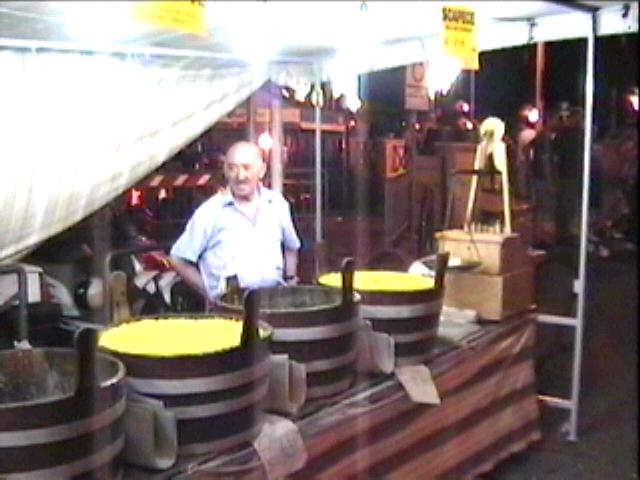
Tradizionale banco di vendita della scapece gallipolina
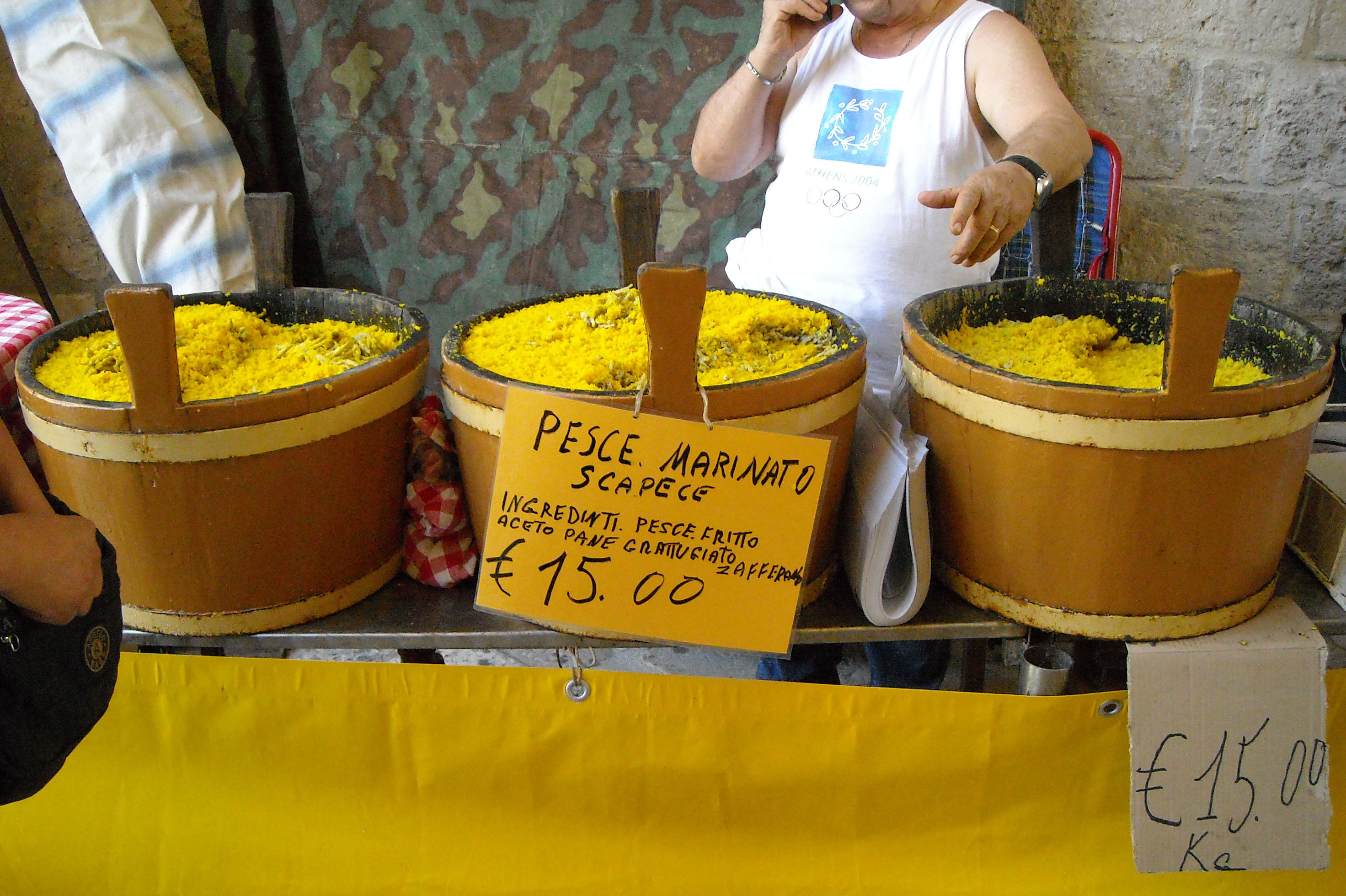
Bancarella di scapece a Otranto